# Ellen Brandsma
Ellen Brandsma (* 1968) ist eine Schweizer Interiordesignerin, ehemalige TV-Moderatorin und internationales Fotomodell, das auch heute noch als "Best Age Model"  auf Werbematerial und in Katalogen zu sehen ist. Sie moderierte bis 2011 die Gesundheitssendung und die Nachrichtensendung Aktuell der Regionalsender Tele Tell und Tele M1, sporadisch arbeitet sie als Moderatorin für Galas und andere Anlässe. 

## Leben
Brandsma hat nach dem Studium an einer holländischen Kunstakademie eine Shiatsu-Grundausbildung in Tokio absolviert. Sie hat viele Jahre international als Fotomodell gearbeitet. Dann hat sie die Immobiliensendung eines Basler TV-Senders moderiert, in deren Redaktion sie auch mitgearbeitet hat. Sie arbeitete auch fürs „Rampenlicht“ von Tele Basel.
Schweizweit bekannt wurde sie durch ihre Teilnahme an der Casting-Sendung „g&g sucht“ des nationalen Fernsehsenders SF 1. Die Sendung hatte zum Ziel, unter 26 Kandidaten einen zusätzlichen Moderator/eine zusätzliche Moderatorin für das bereits existierende Format „Glanz & Gloria“ zu suchen. Die Teilnehmer hatten journalistische Aufgaben zu bestehen. Ellen Brandsma schied als zweitletzte aus und erreichte somit den dritten Platz. 
Während 5 Jahren arbeitete sie als News- und Gesundheits-Moderatorin für die Privatsender TeleM1 und Tele Tell.
In der Schweizer Werbung war Brandsma unter anderem auf Werbungen für Kleider und in TV commercials zu sehen.
Im November 2012 eröffnete sie ihr eigenes Unternehmen Dutch Living in Aarau. Nebst dem Handel mit Vintage Möbeln aus Holland arbeitet sie als Interiordesignerin für Privat- und Geschäftsräumlichkeiten. Im Immobilienverkauf bietet Ellen Brandsma homestaging an.
Ellen Brandsma lebt mit ihrer Familie im Kanton Aargau.